# Katedrala u Concepciónu
Katedrala u Concepciónu (šp. Catedral de la Santísima Concepción) je rimokatolička katedrala u gradu Concepciónu, Čile. Sjedište je Concepciónske nadbiskupije. Katedrala je građena od 1940. do 1964. godine. Sagrađena u neoromaničkom stilu. Visine je 22 metra. 
Zemljopisni položaj joj je 36° 49' 39" južne zemljopisne širine i 73° 3' 4" zapadne zemljopisne dužine.

## Također pogledajte
- Grad Concepción
- Santísima Concepción, nadbiskupija

## Vanjske poveznice
- Katedrala u Concepciónu - gcatholic.com (engleski)
- Službena stranica  Arhivirana inačica izvorne stranice od 23. prosinca 2011. (Wayback Machine) (engleski)